# Nicolas Roussakis
Nicolas Roussakis (* 10. Juni 1934 in Athen; † 23. Oktober 1994 in New York City) war ein US-amerikanischer Komponist und Musikpädagoge griechischer Herkunft.

## Leben und Werk
Roussakis übersiedelte von Griechenland früh über Estland und Italien in die Schweiz. Als 15-Jähriger kam er in die USA und nahm 1956 die US-amerikanische Staatsbürgerschaft an. Er studierte an der Columbia University in New York unter anderem bei Otto Luening, Henry Cowell und Vladimir Ussachevski. Ein Fulbright-Stipendium ermöglichte ihm 1962/63 die Teilnahme an den Darmstädter Ferienkursen bei Luciano Berio, Pierre Boulez, György Ligeti und Karlheinz Stockhausen. Auch studierte er eine Zeitlang in Hamburg bei Philipp Jarnach. Seit 1968 lehrte er an der Columbia University, ab 1977 an der Rutgers University in New Jersey. Roussakis war 1975 bis 1981 Präsident der American Composers Alliance und 1976 Mitbegründer des American Composers Orchestra.
In seinen Kompositionen bediente sich Roussakis den Techniken der Zwölftonmusik und des Serialismus, ließ sich aber auch von griechischer Volksmusik inspirieren. Die Titel seiner Werke, darunter die Sinfonische Dichtung Fire and Earth and Water and Air (1983), Hymn to Apollo für Kammerorchester (1989) und Ephemeris für Streichquartett (1979) verweisen teilweise auf griechische Mythologie.